# روبر دو نل
روبر دو نل (فرانسوی: Robert de Nesle‎؛ ۱ اوت ۱۹۰۶ – ۲۱ آوریل ۱۹۷۸) تهیه‌کننده فیلم اهل فرانسه بود.
از فیلم‌هایی که وی در آن‌ها نقش داشته‌است، می‌توان به آزمایش‌های شهوانی فرانکنشتاین، دراکولا، زندانی فرانکنشتاین، آن سوی آینه، کنتس منحرف، ژودکس، لورنا جن‌گیر و تله‌ای برای آدم‌کش اشاره نمود.